# Železná Breznica
Železná Breznica – wieś (obec) na Słowacji położona w kraju bańskobystrzyckim, w powiecie Zwoleń. Pierwsze wzmianki o miejscowości pochodzą z 1424 roku.
Według danych z dnia 31 grudnia 2012 roku, wieś zamieszkiwały 542 osoby, w tym 277 kobiet i 265 mężczyzn.
W 2001 roku rozkład populacji względem narodowości i przynależności etnicznej wyglądał następująco:
- Słowacy – 99,23%
- Czesi – 0,39%
- Niemcy – 0,39%

Ze względu na wyznawaną religię struktura mieszkańców kształtowała się w 2001 roku następująco:
- Katolicy rzymscy – 91,89%
- Grekokatolicy – 1,16%
- Ewangelicy – 2,7%
- Husyci – 0,19%
- Ateiści – 3,09%
- Nie podano – 0,97%